# Dragon Ball GT
Dragon Ball GT (яп. ドラゴンボール GT, Doragon Bōru Jī Tī) — аніме-серіал, заснований на манзі Акіри Торіями Dragon Ball. Аніме виходило з лютого 1996 року по листопад 1997 року. Прем'єра серіалу, виробленого студією Toei Animation, відбулася в Японії на телеканалі Fuji TV і складалася з 64 епізодів. На відміну від Dragon Ball і Dragon Ball Z, попередніх двох телевізійних адаптацій медіафраншизи Dragon Ball, Dragon Ball GT не є адаптацією манґи Торіями. Dragon Ball GT — це аніме-ексклюзивне продовження Dragon Ball Z з оригінальною сюжетною лінією з використанням тих самих персонажів і всесвіту, яке розповідає про подвиги Сон Ґоку, головного героя серіалу, перетвореного на дитину, його онуки Пан та їхніх помічників у пошуках Драгонболлів Чорної Зірки, більш потужного набору драгонболлів, які заховані по всій галактиці.
Незважаючи на те, що серіал не є адаптацією манґи, творець серіалу Торіяма розробив дизайн нових персонажів для Dragon Ball GT. До виходу Dragon Ball Super у 2015 році Dragon Ball GT був останнім телевізійним мультсеріалом франшизи Dragon Ball.

## Сюжет

### Сага Драгонболлів Чорної Зірки
Через п’ять років після 28-го Всесвітнього турніру бойових мистецтв Ґоку випадково перетворюється в дитину Досконалим Шенроном, набагато потужнішою версією Шенрона, створена Безіменним Намекіаном (до того, як він розділився на Камі та Короля Пікколо), який може виконати будь-яке бажання, незалежно від будь-яких обмежень, накладених на інших драконів. Був викликаний з Драгонболлів Чорної Зірки Імператором Пілафом. Потім Ґоку змушений подорожувати всесвітом, щоб забрати їх, у супроводі своєї онучки Пан та Транкса, оскільки, якщо він не забере їх протягом року, Земля вибухне. Тріо проходить через різноманітні пригоди у своїй подорожі, щоб знайти Драгонболли Чорної Зірки, доки вони не зустрічають штучного паразита, Бейбі, який має намір знищити расу Саянів, щоб помститися за винищення ними його раси, цуфурунів, багато років тому.
Перетворивши практично все населення Землі, включно з саянами, на нео-цуфурунів, Бейбі вирішує перетворити тіло Веджети на своє власне та використати його, щоб убити Ґоку. Ґоку бореться з ним і швидко зазнає поразки, але після того, як Кібіто Кай і Старий Кай відновили його хвіст, він трансформується та отримує силу Супер Саяна 4. У цій новій формі Ґоку легко перемагає Бейбі, перш ніж знищити злого цуфуруна, підштовхнувши його до сонця за допомогою 10-кратної Камехамехи. Потім Пікколо жертвує собою, щоб назавжди знищити Досконалого Шенрона і Драгонболли Чорної Зірки. Земля вибухає після того, як Ґоку та інші допомагають людям Землі евакуюватися на планету Плант, яку Бейбі повернув до життя за допомогою Драгонболлів Чорної Зірки.

### Сага Супер Андроїда 17
Через рік після поразки Бейбі Доктор Мью (творець Бейбі) і Доктор Геро (творець андроїдів Армії Червоної Стрічки) створюють злісну копію Андроїда 17 у Пеклі, який керує оригінальною ОС Android 17, щоб відкрити портал із Пекла на Землю, що призведе до масового вторгнення на планету відроджених злодіїв. Оригінальний Андроїд 17 також намагається подумки маніпулювати Андроїдом 18, але втручається Курірін. Розлючений, 17 вбиває Куріріна, пускаючи енергетичний промінь у його серце. Потім два Андроїда 17 зливаються в Супер 17, який клянеться знищити все людство та помститися за поразку Армії Червоної стрічки від Ґоку. Супер 17 здається непроникним для всіх атак Ґоку, але коли 18 атакує його, щоб помститися за смерть Куріріна, Ґоку користується відволікаючим маневром, щоб проникнути крізь Супера 17 за допомогою своєї техніки Рюкен, а потім запускає Швидкострільну Камехамеху, яка повністю знищує його.

### Сага Тіньових Драконів
Драгонболли збирають, щоб оживити тих, кого вбив Супер 17, зокрема й Куріріна. Однак з'являється злий чорний дракон, який розпадається на сім Тіньових Драконів, що прагнуть покарати людство за постійне зловживання драгонболлів, знищивши Землю. Усіх, окрім наймогутнішого, Ї Шенрона, перемагають Ґоку та Пан. Ї Шенрон, здається, програє, аж поки не поглинає драгонболли і не отримує величезну силу, перетворюючись на Омегу Шенрона, перевершуючи навіть силу Супер Саяна 4. Ґоку готовий пожертвувати собою, щоб знищити злого дракона, але втручається Веджета і отримує здібність також перетворюватися на Супер Сайяна 4 за допомогою новітнього винаходу Бульми, генератора хвиль Блутца. Ґоку і Веджета зливаються, використовуючи техніку танцю злиття, щоб створити Годжету, який використовує свою величезну силу, щоб побити Омегу Шенрона до напівсмерті. Однак, будучи надто впевненим у своїй здатності перемогти Омегу Шенрона, він витрачає надто багато часу, намагаючись збентежити його. Годжета знешкоджується, а Ґоку та Веджета повертаються до своїх базових форм. Зрештою, використовуючи енергію кожної живої істоти у всесвіті, Ґоку створює неймовірно потужну Супер Ультра Генкідаму і використовує її, щоб знищити Омегу Шенрона раз і назавжди.
Згодом з відновлених драгонболлів з'являється справжній Шенрон, щоб виконати останнє бажання Ґоку та його друзів, яке вони використовують, щоб оживити всіх, кого вбили Супер 17 і Тіньові Дракони. Потім дракон зникає разом з Ґоку і драгонболлами. Кілька десятиліть потому праправнук Ґоку, Ґоку-молодший, змагається на 64-му Всесвітньому турнірі бойових мистецтв проти нащадка Веджети, Веджети-молодшого, а вже немолода Пан підбадьорює його. Потім Пан бачить помолоділого дорослого Ґоку і намагається підійти до нього, але той швидко зникає в натовпі. Згодом Ґоку залишає турнір зі спогадами, які охоплюють всі події його життя. Після закінчення флешбеку Ґоку хапає свій Силовий Шест і відлітає на летючій хмарі, завершуючи історію Dragon Ball.

## Виробництво
На відміну від попереднього аніме-серіалу франшизи Dragon Ball, Dragon Ball GT не адаптує манґу Акіри Торіями, а розповідає оригінальну історію, задуману співробітниками Toei Animation, використовуючи тих самих персонажів і всесвіт з оригінальної манґи Dragon Ball. Серіал продовжує історію там, де зупинився Dragon Ball Z. Проте Торіяма придумав назву Dragon Ball GT, що означає «Grand Tour» («Гранд Тур»), посилаючись на те, що в аніме персонажі подорожують всесвітом. Також він особисто розробив дизайн нових персонажів. Сам Торіяма називав GT «спін-оффом оригінального Dragon Ball».
Головний дизайнер персонажів Кацуйоші Накацуру сказав, що мучився над розробкою Супер Саяна 4, що було ідеєю продюсерів шоу, сумніваючись, чи потрібно йти далі з трансформаціями. Оскільки Супер Саян 4 був створений у формі Великої Мавпи Саяна, він зробив волосся більш «диким» і вкрив тіло Ґоку червоним хутром. Був лише один остаточний проект персонажа; Хоча Накацуру розглядав можливість зробити волосся світлим, він вибрав чорне, оскільки воно забезпечує більший контраст із рудим хутром.

## Сприйняття
Серіал часто вважають «білою вороною» франшизи Dragon Ball через відсутність участі творця серіалу Акіри Торіями. У 2010 році продюсер Dragon Ball: Raging Blast 2 Рьо Міто заявив, що «GT популярний серед шанувальників за кордоном. В Японії він не такий популярний». У 2000-х роках це вважалося другою за величиною аніме-власністю Funimation, поступаючись лише Dragon Ball Z. Американський реліз GT був позначений як «дуже успішний» у 2005 році.
Джеффрі Гарріс з IGN назвав серіал «відверто огидним», зазначивши, що матеріал і персонажі втратили свою новизну та веселість. Він також розкритикував дизайн персонажів GT Веджети та Транкса як «дурний». Anime News Network (ANN) також негативно відгукнулися про аніме, зазначивши, що бійки з серіалу були «дуже простою дитячою вправою» і що старші шанувальники захочуть дотримуватися інших аніме. Сюжет серіалу також критикували за формулу, яка вже використовувалася в попередніх серіалах. Хоча, аніме назвали «веселою поїздкою, якщо не сприймати її дуже серйозно».
У своєму огляді серіалу у 2008 році Тодд Дуглас-молодший з DVD Talk заявив, що GT став «позашлюбною дитиною серіалу» і був «поганою ідеєю, яка виникла з чийогось бажання заробити більше грошей на роботі Торіями». Далі він пише: «Dragon Ball GT не такий вже й поганий. Є кілька гарних боїв, розкиданих по всьому шоу, і хоча історії ніколи не досягають рівня, до якого ми звикли в Z, деякі моменти були досить цікавими, щоб потішити фанатів Dragon Ball. Просто ці фрагменти поширені дуже рідко, і якщо порівнювати їх з попередніми серіалами, то за всіма показниками вони не дотягують».
CBR заявили, що персонаж Пан «втілює естетику пацанки та віддає перевагу бійці над іншими видами діяльності, які можуть вважатися більш традиційно жіночими», і стверджував, що шоу «упустило [її] потенціал». Comicbook.com сказали, що GT «борсався, щоб створити персонажів, які б запам'яталися або навіть сподобалися фанатам», і критикували його за те, що Ґоку став «настільки важливим для шоу, що колишні персонажі, такі як Курірін, Гохан і навіть Веджета майже забуті».